# 규슈 왕조설
규슈왕조설(九州王朝説, きゅうしゅうおうちょうせつ)은 후루타 타케히코씨가 주장한 7세기 말까지 큐슈에 일본을 대표하는 왕조가 있고 다자이후에 수도가 있었다는 설이다.
본설은 후루타씨의 다원적 고대 사관의 주요 부분을 차지하는 소론이다. 후루타씨는 "왜와 규슈의 것이다"사마일 쿠니(사마대 쿠니)"은 왜국의 이전 나라라며 이후 규슈에 왜국이 이뤄졌지만 663년 백촌강 전투의 패배로 인해 멸망을 향했다고 밝혔다.

## 같이 보기
- 쓰다 소키치
- 기키 신화(記紀神話)
- 야요이 시대
- 고훈 시대
- 아스카 시대
- 나라 시대